# Тамбуттегама (підрозділ окружного секретаріату)
Підрозділ окружного секретаріату Тамбуттегама — підрозділ окружного секретаріату округу Анурадхапура, Північно-Центральна провінція, Шрі-Ланка. Складається з 26 Грама Ніладхарі.